# Artjom Michailowitsch Schmykow
Artjom Michailowitsch Schmykow (russisch Артём Михайлович Шмыков; * 8. Januar 2002 in Dserschinsk) ist ein russischer Fußballspieler.

## Karriere
Schmykow begann seine Karriere beim FK Nischni Nowgorod. Im April 2019 stand er erstmals im Kader der Profis. In der Saison 2018/19 kam er allerdings noch nicht für die Profis zum Einsatz, wie auch in der Saison 2019/20. Im August 2020 debütierte er gegen Tekstilschtschik Iwanowo schließlich für Nischni Nowgorod in der Perwenstwo FNL. Nach vier Einsätzen wechselte er im Oktober 2020 zum Ligakonkurrenten Irtysch Omsk. Für Irtysch kam er bis Saisonende zu 17 Zweitligaeinsätzen, mit dem Klub stieg er allerdings zu Saisonende aus der Perwenstwo FNL ab.
Daraufhin wechselte der Innenverteidiger zur Saison 2021/22 zum Erstligisten Ural Jekaterinburg. In seiner ersten Saison in Jekaterinburg kam er allerdings ausschließlich für die Reserve Urals zum Einsatz. Im August 2022 wurde er an den Zweitligisten FK Kuban Krasnodar verliehen.